# Xanthinae
Xanthinae MacLeay, 1838 è una sottofamiglia di granchi appartenenti alla famiglia Xanthidae.

## Tassonomia
- Cataleptodius Guinot, 1968
- Coralliope Guinot, 1967
- Cycloxanthops Rathbun, 1897
- Demania Laurie, 1906
- Ectaesthesius Rathbun, 1898
- Epixanthops Serène, 1984
- Eucratodes A. Milne-Edwards, 1880
- Euryxanthops Garth & Kim, 1983
- Garthiope Guinot, 1990
- Gaudichaudia Rathbun, 1930
- Gonopanope Guinot, 1967
- Guitonia Garth & Iliffe, 1992
- Jacforus Ng & Clark, 2003
- Juxtaxanthias Ward, 1942
- Lachnopodus Stimpson, 1858
- Leptodius A. Milne-Edwards, 1863
- Liagore De Haan, 1833
- Linnaeoxanthus Števcic, 2005
- Lioxanthodes Calman, 1909
- Macromedaeus Ward, 1942
- Marratha Ng & Clark, 2003
- Megametope Filhol, 1886
- Melybia Stimpson, 1871
- Metaxanthops Serène, 1984
- Microcassiope Guinot, 1967
- Micropanope Stimpson, 1871
- Nanocassiope Guinot, 1967
- Nectopanope Wood-Mason & Alcock, 1891
- Neolioxantho Garth & Kim, 1983
- Neoxanthias Ward, 1933
- Neoxanthops Guinot, 1968
- Orphnoxanthus Alcock, 1898
- Ovatis Ng & Chen, 2004
- Paraxanthias Odhner, 1925
- Paraxanthodes Guinot, 1968

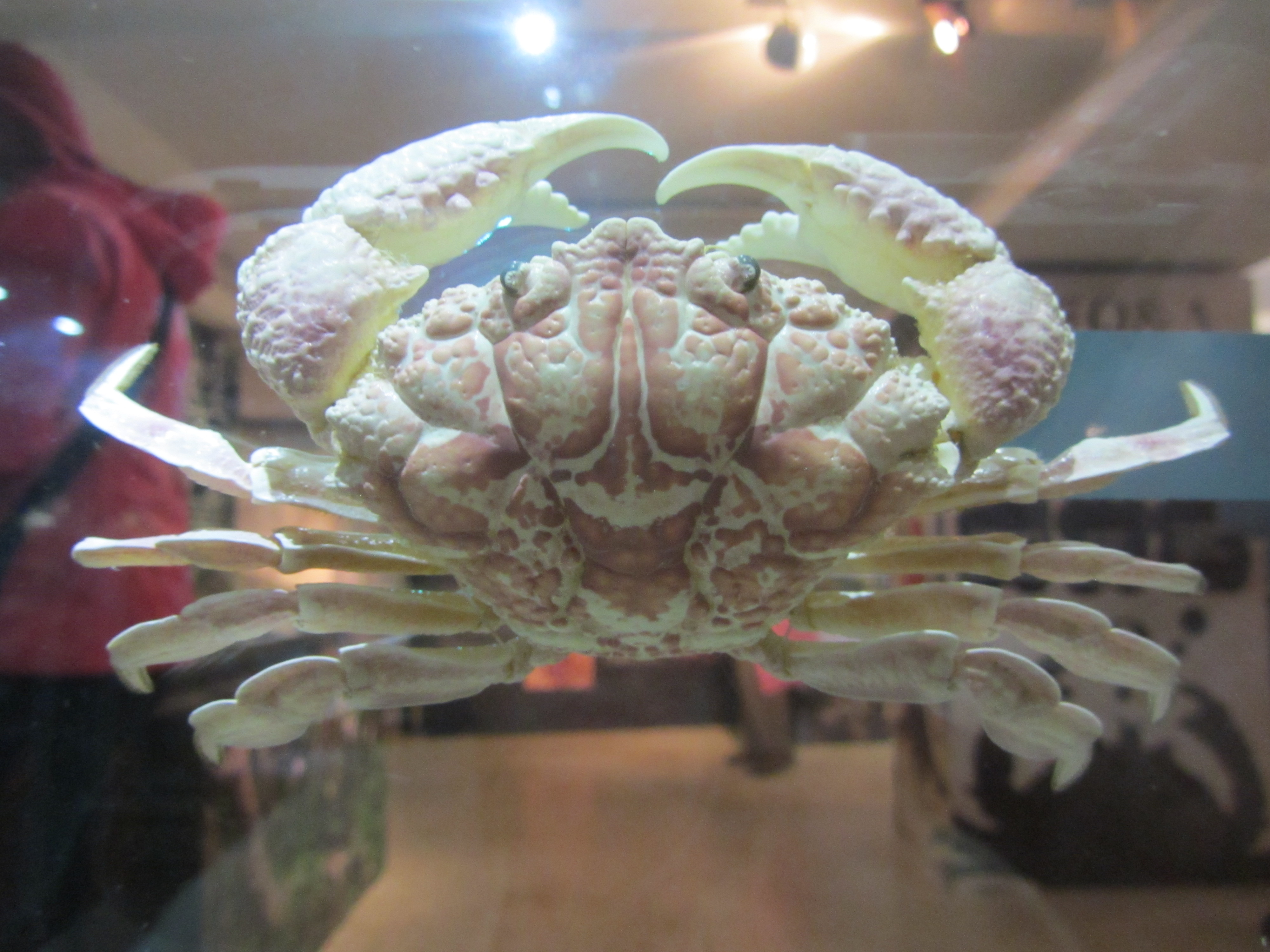
Demania cultripes

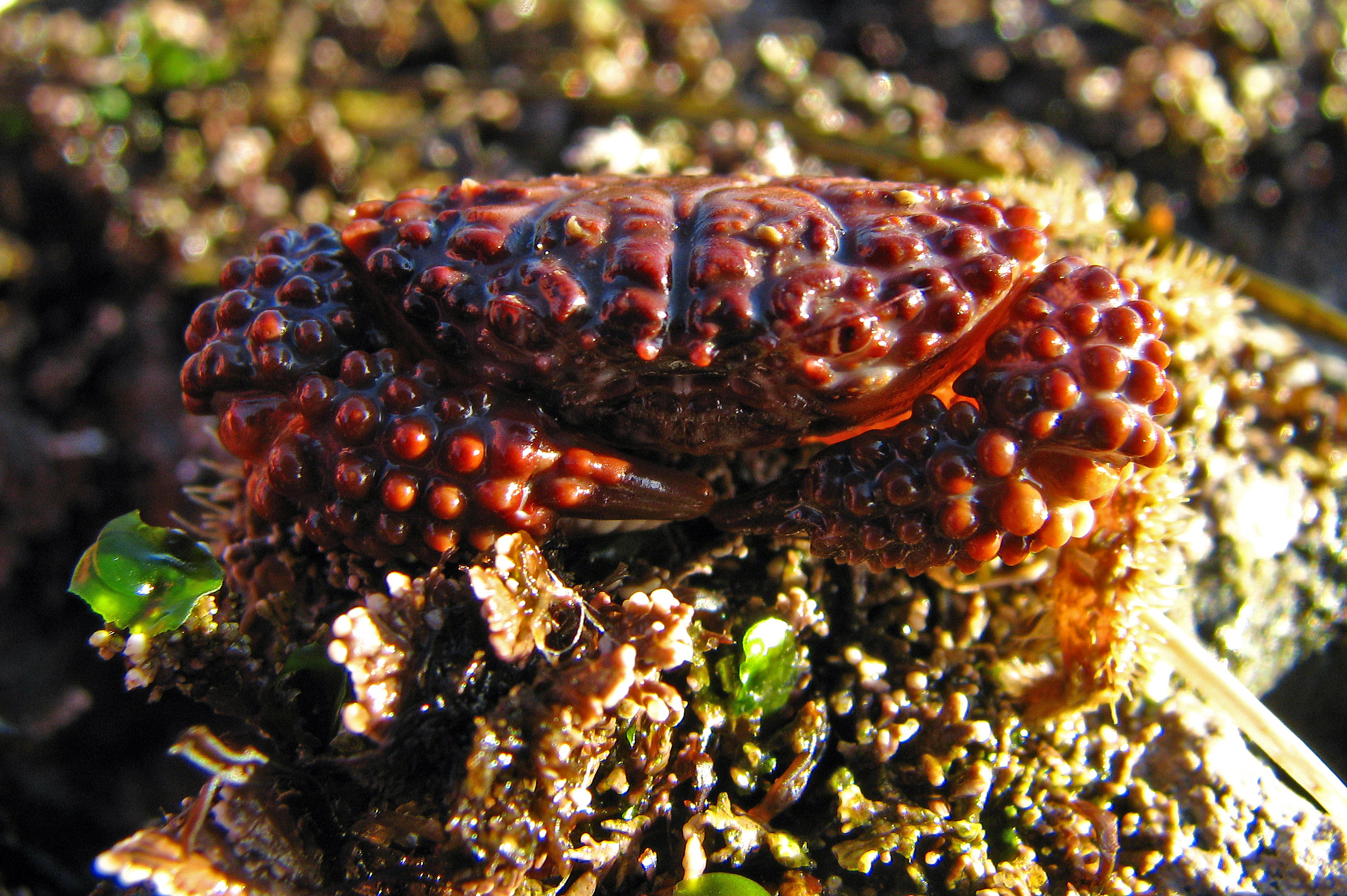
Paraxanthias taylori

- Paraxanthus Lucas, in H. Milne Edwards & Lucas, 1844
- Williamstimpsonia Števčić, 2011
- Xanthias Rathbun, 1897
- Xantho Leach, 1814
- Xanthodius Stimpson, 1859